# 그루포 랄라
그루포 랄라(스페인어: Grupo Lala)는 멕시코의 기업이다. 1949년 설립된 유제품 회사로, 본사는 두랑고주 고메스팔라시오에 있다.